# Havelockia scabra
Havelockia scabra is een zeekomkommer uit de familie Phyllophoridae.
De wetenschappelijke naam van de soort werd in 1873 gepubliceerd door Addison Emery Verrill.